# Roupi

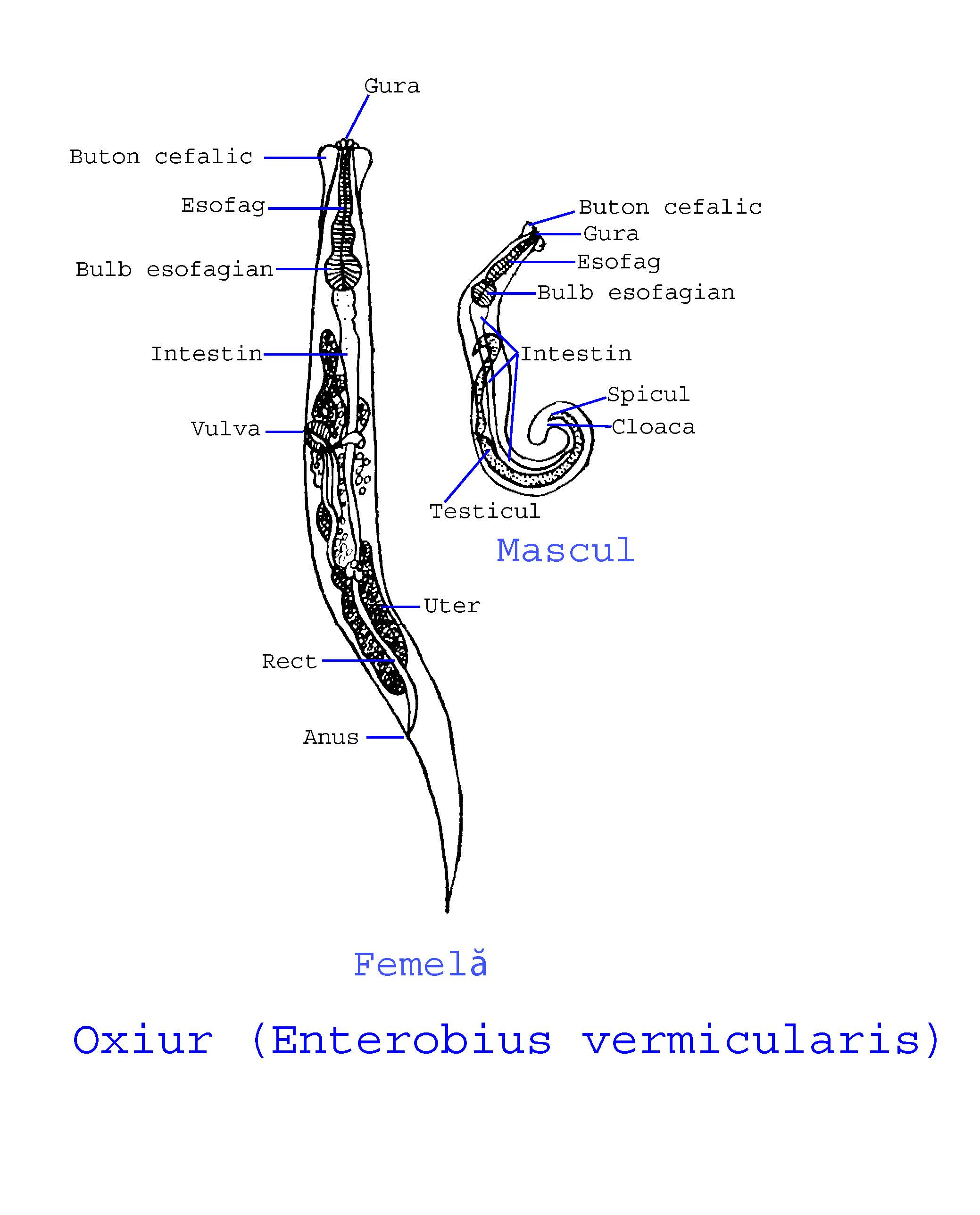
Pohlavní dimorfismus roupa dětského

Roupi (Oxyurida) jsou rozsáhlou skupinou hlístic, které parazitují v zadní části střeva obratlovců nebo u býložravých členovců.
Roupi patří pod geohelminty (červi, u kterých vývoj není vázán na mezihostitele), jejich vývoj a přenos je obdobný, i když se vyskytují u obratlovců a bezobratlých. Mezi roupy spadají paraziti s malým či žádným patogenním účinkem, u některých z nich se dá hovořit o komensalismu.
Vzhledem k nestabilitě vnitřní systematiky hlístic se může postavení a taxonomická kategorie roupů měnit. Souhrnná práce z roku 2022 je nepovažuje za samostatný řád, ale sdružuje je v rámci řádu spirury (Spirurida).

## Vzhled
Roupi velikostí většinou nepřesahují 15 mm. Typický je pro ně oxyuroidní nebo rhabditoidní hltan. U většiny je výrazný pohlavní dimorfismus. Dospělá samice má ostře zakončený zadní konec. Dospělý samec je podstatně menší a zadní konec má oblý.

## Vývoj a rozmnožování
Většina druhů je oviparních. Samičky kladou vajíčka povětšinou v perianální oblasti. Larvy se vyvíjejí uvnitř vaječných obalů a tam vyčkávají na pozření hostitelem. U některých druhů se vyskytuje poecilogonie a poecilogynie, to je výskyt dvou typů samic, kdy jedna má vajíčka silnostěnná a druhá má vajíčka tenkostěnná, obsahující plně vyvinutou larvu. U některých se může vyskytovat i haplodiploidie, což je jev, kdy z neoplozených vajíček vznikají haploidní samci a naopak z oplozených diploidní samice. Vajíčka se vyvinou do infekčního stadia během 4 až 5 dnů.

## Systém
Do řádu Oxyurida spadá podřád Oxyurina, který se dělí na dvě nadčeledě: Oxyuroidea a Thelastomatoidea. Nadčeleď Oxyuroidea se dále dělí na tři čeledi: Heteroxynematidae, Oxyuridae a Pharyngodonidae. Nadčeleď Thelastomatoidea se dělí na pět čeledí: Hystrignathidae, Protrelloididae, Pseudonymidae, Thelastomatidae a Travassosinematidae.

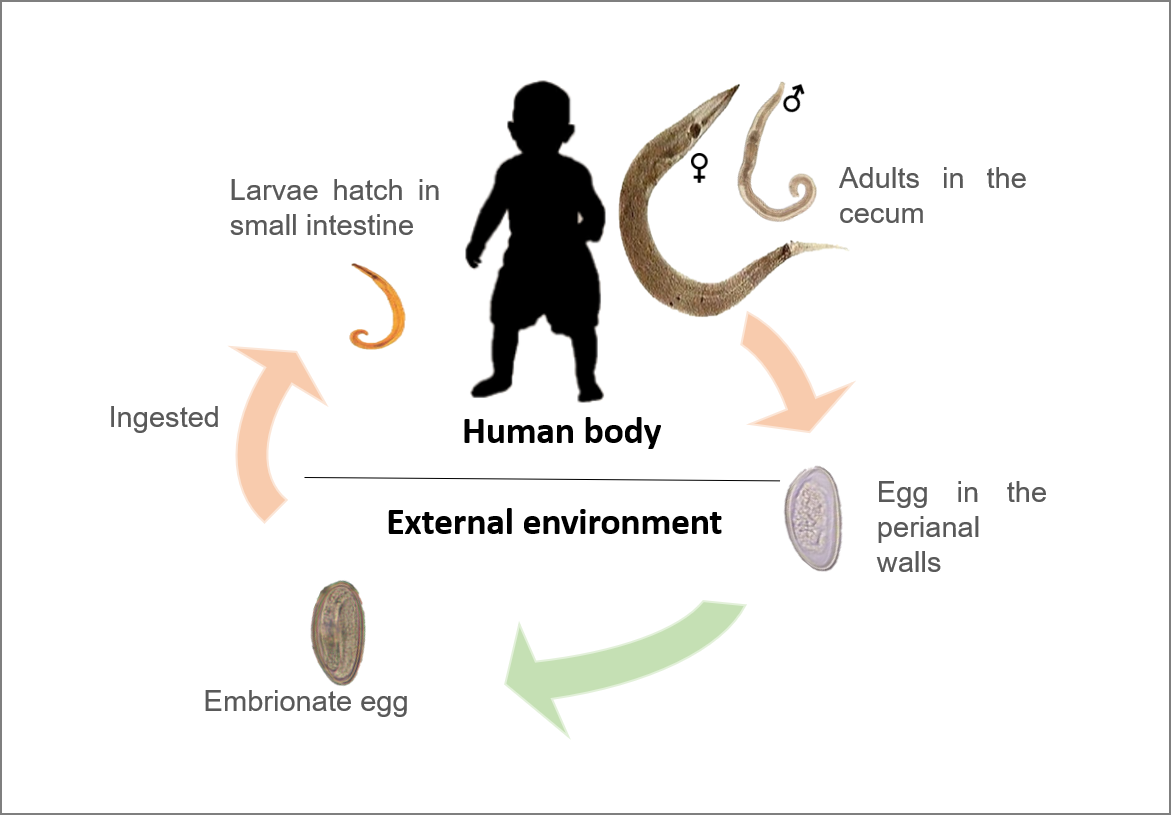
Životní cyklus roupa dětského

#### Vybraní zástupci:
- Enterobius vermicularis (roup dětský) – běžný parazit vyskytující se převážně u dětí, kvůli nedostatečným hygienickým návykům. Člověk se nakazí ústy pozřením vajíček. Způsobuje enterobiózu, která může být asymptomatická, nebo se může objevit svědění a pálení análního otvoru. Kompikací nákazy může být průnik roupů do ženských pohlavních cest. Je u něj možnost autoinfekce.[5][6]

- Enterobius anthropopitheci - vyskytující se u šimpanzů

- Oxyuris equi (roup koňský) - vyskytující se u koní
- Passalurus ambigus (roup králičí) - vyskytující se u zajícovců
- Parapharyngodon echinatus
- Gyrinicola batrachiensis
- Enterobius atelis
- Enterobius gregorii
- Enterobius brevicauda
- Enterobius buckley